# エンパーダ
エンパーダ (Empada) はギニアビサウ南部の町。キナラ州エンパーダ区に位置し、エンパーダ区の首府である。

## 出身人物
- マラム・バカイ・サニャ - 政治家、 第4代ギニアビサウ大統領